# Milan Kymlička
Milan Kymlička (Louny (toen in Tsjecho-Slowakije), 15 mei 1936 - Toronto, Canada, 9 oktober 2008) was een in Tsjechië geboren arrangeur, componist en dirigent. Hij componeerde muziek voor een reeks films en televisieseries, waaronder animatieseries als Beertje Paddington, Rupert, De drukke wereld van Richard Scarry en Babar, en live-actie series als Lassie en Little Men.

## Biografie
Kymlicka werd geboren in Tsjecho-Slowakije. Hij studeerde aan de Academie voor Muzikale Kunsten in Praag en daarna aan het Conservatorium van Praag. Bij het conservatorium was hij leerling van de Tsjechische musicus Emil Hlobil.
Hij begon als dirigent van klassieke muziek en begon later eigen muziek te componeren voor Tsjechise televisiefilms en series. In 1967 had hij al 20 filmscores, een ballet, een cello-concert, verschillende werken voor solo-piano en een aantal strijkkwartetten geproduceerd.
Na de Praagse Lente in 1968 emigreerde hij naar Canada waar hij zich in Toronto vestigde. Daar werd hij in 1970 aangenomen als studiocomponist en dirigent voor de Canadian Broadcasting Corporation. In 1974 werd hij genaturaliseerd tot Canadees staatsburger. Hij overleed in Toronto na een kort ziekbed aan de gevolgen van hartfalen.
- Biblioteca Nacional de España: XX1174327
- Bibliothèque nationale de France: cb147977937 (data)
- Gemeinsame Normdatei: 1089758065
- International Standard Name Identifier: 0000 0001 1692 4601
- Library of Congress Control Number: no98005721
- MusicBrainz: 53ce2708-f64b-4ab3-8fd4-454c876bed86
- Nationale Bibliotheek van Tsjechië: xx0017095
- SNAC: w62b9jnf
- Système universitaire de documentation: 250676702
- Trove: 1079347
- Virtual International Authority File: 101049419
- WorldCat: E39PBJmpcDwKGFJwJMFJWHJbh3